# Gonomyia chalaza
Gonomyia chalaza är en tvåvingeart som beskrevs av Alexander 1957. Gonomyia chalaza ingår i släktet Gonomyia och familjen småharkrankar. Inga underarter finns listade i Catalogue of Life.